# 软背鳞虫
软背鳞虫（学名：Lepidonotus helotypus）为多鳞虫科背鳞虫属的动物。分布于白令海、鄂霍次克海、日本海，包括黄海等海域，常生活于潮间带岩岸或砾石岸。